# My Father’s Eyes
My Father’s Eyes ist ein Pop-Rock-Song, der von Eric Clapton geschrieben und 1998 auf seinem Album Pilgrim sowie als Singleauskopplung veröffentlicht wurde.

## Inspiration und Inhalt
Dass Clapton seinen eigenen Vater, der 1985 starb, nie kennenlernte, inspirierte ihn, den Song zu schreiben. Clapton beschreibt im Stück, wie er sich wünschte, seinen Vater kennengelernt zu haben. Das Lied richtet sich auch an seinen Sohn, der im Alter von vier Jahren bei einem Sturz aus dem 53. Stock eines Hochhauses in New York City starb. „Im Song versuchte ich die Parallelen zu finden zwischen in die Augen meines Sohnes zu schauen und in die meines Vaters.“

## Musikvideo
Zuerst wird im Video gezeigt, wie ein Basketball mehrmals hintereinander auf dem Boden aufschlägt und beim letzten Aufprall zerplatzt. Diese Sequenz wird am Ende des Videos erneut gezeigt, jedoch ohne dass dabei der Ball platzt. Im weiteren Verlauf des Musikvideos wird Clapton beim Singen und Musizieren mit seiner Eric Clapton Stratocaster gezeigt sowie eine Person, die auf einem Laufband rennt.

## Rezeption und Auszeichnungen
Bei den Grammy Awards 1999 erhielt Clapton für den Song einen Grammy in der Kategorie „Beste männliche Gesangsdarbietung – Pop“ („Best Male Pop Vocal Performance“). Das Lied erreichte Platz 57 der deutschen Singlecharts und platzierte sich im Vereinigten Königreich und in der Schweiz auf den Rängen 33 und 31. In Österreich belegte die Singleauskopplung Platz 18 und blieb insgesamt zwölf Wochen in den Charts. In den Vereinigten Staaten platzierte sich die Single auf Rang zwei der Adult-Contemporary-Charts, Position sieben der Adult-Top-40-Charts sowie auf Platz 21 der Top-40-Mainstream- und Rang 26 der Mainstream-Rock-Charts.

## Weitere Versionen
Clapton spielte zwei Takes des Stückes während der Aufnahmen zum Album Unplugged ein, die aber nicht offiziell erschienen. Auf der Deluxe-Version von 2013 veröffentlichte Clapton erstmals die bis dahin nicht zugänglichen Aufnahmen. Mit dem kubanischen Perkussionisten Pedrito Martínez veröffentlichte er 2020 eine neue Version als Single.